# Terdāl
Terdāl är en ort i Indien.   Den ligger i distriktet Bagalkot och delstaten Karnataka, i den sydvästra delen av landet, 1 400 km söder om huvudstaden New Delhi. Terdāl ligger 550 meter över havet och antalet invånare är 26 411.
Terrängen runt Terdāl är platt, och sluttar norrut. Runt Terdāl är det tätbefolkat, med 369 invånare per kvadratkilometer. Närmaste större samhälle är Rabkavi, 7,1 km öster om Terdāl. Trakten runt Terdāl består till största delen av jordbruksmark.